# ادیوالدو هرموزا
ادیوالدو هرموزا (به پرتغالی: Edivaldo Rojas Hermoza) بازیکن فوتبال در پست مهاجم اهل بولیوی است که در شهر کویابا برزیل و در تاریخ ۱۷ نوامبر ۱۹۸۵ به دنیا آمده‌است.

## باشگاهی
ادیوالدو هرموزا در تیم‌های فوتبال اتلتیکو پارانائنزه، ناوال، باشگاه فوتبال موانگتونگ یونایتد و موریرنز سابقهٔ حضور دارد.